# 樺俊雄
樺 俊雄（かんば としお、1904年3月2日 - 1980年12月23日）は、日本の哲学者・社会学者。立正大学教授・中央大学教授・神戸大学教授・東京外国語大学教授・創価大学教授を歴任。
数学教育近代化の先駆的役割を果たした数学者樺正董の孫。安保闘争で死亡した東京大学の女子学生樺美智子の父でもある。

## 経歴
東京府平民・会社重役樺剛の長男。
1927年京都帝国大学文学部哲学科卒、東京帝国大学大学院入学。1928年、立正大学講師、1933年 立正大学教授。
戦後1947年 中央大学教授。1950年、神戸大学教授、1952年、東京外国語大学教授、1955年、再び中央大学教授。1971年、創価大学教授。
1960年、娘で共産主義者同盟（ブント）の活動家だった樺美智子が安保闘争で圧死、『最後の微笑』を出版しベストセラーになった。墓所は多磨霊園。

## 人物
趣味は、音楽・絵画・旅行。宗教は天台宗。住所は、東京都武蔵野市吉祥寺。

## 家族・親族

### 樺家

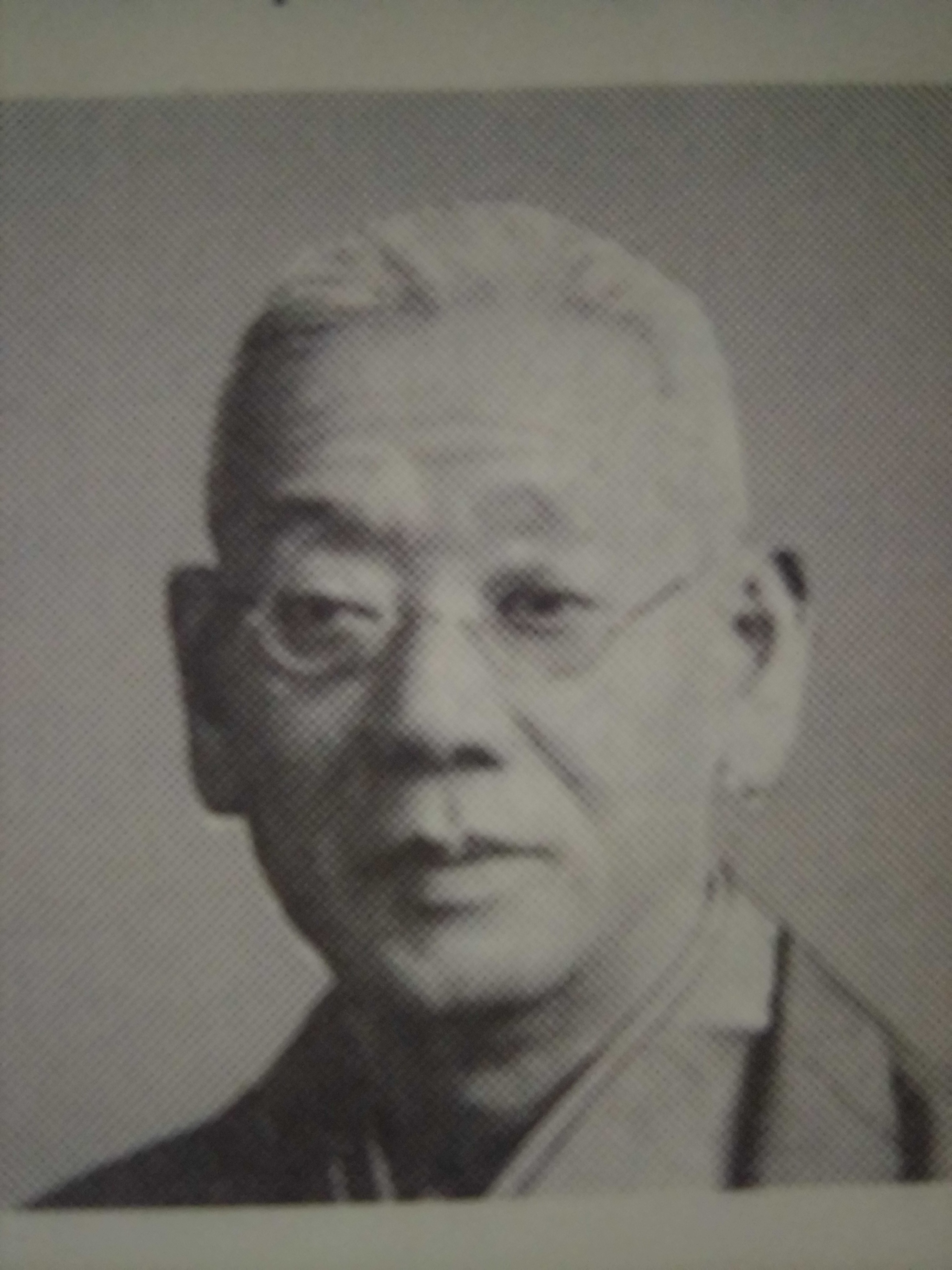
祖父・樺正董

（鳥取県鳥取市立川町、大阪府、東京都武蔵野市吉祥寺）
- 祖父・正董（数学者）

文久3年（1863年）6月生 - 大正14年（1925年）12月没
- 父・剛[4]（東京府平民[1]、会社重役[1]）

明治17年（1884年）11月生。大阪府平民樺正董長男。東亜貿易、日本曹達、沼田商店各（株）取締。
- 母・ミツ[1]（大阪府人大森豊介長女[1]）
- 妻・光子[2]（栃木県、半田平兵衛長女[2]）
- 長男[2]
- 次男[2]
- 長女・美智子

### 親戚
- 池内新蔵（実業家、池内綿糸店社長）
- 塚口慶三郎（実業家、東京毛織重役）

## 著書
- 『ギリシア哲学思潮』社会学徒社 1929年
- 『哲学の諸問題』巌翠堂書店 1931年
- 『歴史哲学概論』理想社 1935年（新興哲学叢書）
- 『哲学史提要』同文館 1936年
- 『世界観の問題』三笠書房 1938年
- 『人間学序説』同文館 1938年
- 『歴史における理念』理想社出版部 1940年
- 『内省と建設』三笠書房 1941年
- 『新しき倫理のために』育英書院 1942年
- 『文化と技術』鮎書房 1943年
- 『哲学と時代精神』生活社 1943年
- 『歴史的意識』育英書院 1943年
- 『歴史哲学序説』理想社 1943年
- 『文化と伝統の問題』卍書林 1946年（まんじ選書）
- 『新しい社会』交通協力会 1946年（新時代叢書）
- 『新時代の文化』愛育社 1946年
- 『世界観の社会学』夏目書店 1947年
- 『哲学と時代精神』九十九書房 1947年
- 『歴史哲学』小石川書房 1948年
- 『歴史社会学の構想』青也書店 1950年
- 『文化社会学』創元社 1951年
- 『歴史主義』教育書林 1952年
- 『社会思想史の構想』法律文化社 1954年（新文化選書）
- 『現代の社会』松沢書店 1958年
- 『最後の微笑 樺美智子の生と死と』文芸春秋新社 1960年
- 『現代人の思想と行動』中央大学出版部 1962年
- 『現代社会学 現代の状況と課題』創文社 1962年
- 『入門社会学』東洋経済新報社 1965年
- 『社会学用語解説』東洋経済新報社 1966年
- 『歴史と歴史主義』理想社 1967年（哲学全書）
- 『革命の幻想 激動期の現実と理論』1968年（有信堂学生叢書）
- 『社会学の基礎』有信堂 1969年
- 『現代における人間疎外』未来社 1969年
- 『黒い足音 東欧の旅より』パピルス 1969年
- 『歴史は繰り返すか 現代史エッセー』勁草書房 1979年3月
- 『初歩の社会学』第三文明社 1979年7月（レグルス文庫）

## 共編著
- 『新時代の文化』愛育社 1946年
- 『科学教養講座 社会科学篇 第2』三笠書房 1948年
- 堀真琴,加茂儀一共編『近代思想講座』六和商事出版部 1947年
- 阿閉吉男共編『社会学通論』同文館 1950年
- 『クライネス社会学辞典』創元社 1952年
- 『社会学の一般知識』鷺の宮書房 1956年
- 阿閉吉男共編『社会学』同文館 1957年
- 『社会学読本』東洋経済新報社 1957年
- 『新撰社会学辞典』中央経済社 1959年
- 『近代社会思想史』中央経済社 1959年
- 阿閉吉男共編『社会学概論』勁草書房 1960年
- 樺光子共著『死と悲しみをこえて』雄渾社 1967年
- 『史的唯物論と社会学』法政大学出版局 1968年
- 田野崎昭夫『社会学 1968年4月-9月』NHKサービスセンター 1968年4月 (NHK大学講座)
- 小山弘健共編『反安保の論理と行動』有信堂 1969年
- 石川晃弘共編『現代とマルクス主義社会学』社会評論社 1972年
- 『マスコミの報道と自由 マス・メディアの分析』有信堂 1974年
- 『都市と農村の社会学 日ソ社会学論集』法政大学出版局 1978年7月（叢書・現代の社会科学）

## 翻訳
- ハルトマン『アリストテレスとヘーゲル』岩波書店 1930年（哲学論叢）
- マクス・シェラー著、佐藤慶二共訳『哲学的人間学』理想社出版部 1935年
- ドロイゼン『史学綱要』刀江書院 1937年
- ジンメル『歴史哲学の諸問題』三笠書房 1939年（現代思想新書）
- ディルタイ『歴史の構造』1940年（冨山房百科文庫）
- シェラー『指導者論』育英書院 1944年
- カアル・マンハイム『知識社会学の問題』同文館 1946年（社会学研究叢書）
- ブルクハルト著作集 第2 世界史的考察』筑摩書房 1949年 /潮文庫 1972年
- シェーラー『聖者・英雄・天才』1953年 (創元文庫)
- カール・マンハイム『政治学は学として可能であるか 理論と実践の問題』1953年（創元新書）
- オルテガ『大衆の蜂起』創元社 1953年
- カール・マンハイム『イデオロギーとユートピア』創元新書 1953年
- 『知識社会学』誠信書房 1958年
- ヒルテイ『眠れぬ夜のために』新潮文庫 1959年 - 1963年
- S.ランツフート『社会学批判 社会学の基本問題としての自由と平等』岩波書店 1963年
- 『ヤスパース選集13 マックス・ウェーバー』理想社 1966年
- オイゼルマン『マルクス主義と疎外 歴史的カテゴリーとしての疎外』青木書店 1967年
- エーリヒ・フロム著、石川康子共訳『マルクスの人間観』合同出版 1970年、のちレグルス文庫
- 『マンハイム全集2 知識社会学』収録「知識の社会学の問題」・「知識社会学」潮出版社 1975年
- 『マンハイム全集1 初期論文集』収録「魂と文化-フェレンツ・ライトナー追悼のために」潮出版社 1975年

## 記念論集
- 歴史社会学とその周辺 樺俊雄博士古稀記念論文集編集委員会 中央大学出版部 1975年